# 蒋季诚
蒋季诚（？—？），字明生，广西全州人，明朝政治人物。
蒋季诚曾于崇禎十五年（1642年）接替李招凤任崇明县知县一职，後由钱肃乐接任。